# Richfield (Karolina Północna)
Richfield – miasto w Stanach Zjednoczonych, w stanie Karolina Północna, w hrabstwie Stanly.